# Tapis
|  | No s'ha de confondre amb tapís. |

Tapis és una entitat de població del municipi altempordanès de Maçanet de Cabrenys. Apareix esmentada per primer cop en un document l'any 954. El 2011 tenia 29 habitants, i el 2023 en tenia només 16.
L'església de Sant Briç es tracta d'un edifici de finals del segle xii o començaments del xiii. D'una sola nau, dues capelles laterals fan el paper de transsepte. L'absis, semicircular, amb volta d'ametlla, s'obre a la nau per un doble arc. L'esveltesa de la volta, les proporcions, l'estil i l'estructura dels capitells del portal són elements representatius de l'etapa final del romànic.
Les comunicacions amb aquest poble sempre havien estat difícils. De fet, un projecte de carretera entre Maçanet de Cabrenys i Costoja ja existia des de primers del Segle XX, i les obres es van començar el 1933. Ara bé, no va ser fins entrada la dècada dels anys 80 del mateix segle que es va fer realitat. Primer es va fer el tros entre Maçanet i Tapis, i llavors el tros entre Tapis i la frontera, mentre que s'acabava la petita distància entre Costoja i la frontera (pont sobre el riu Major). El nou enllaç entre l'Alt Empordà i el Vallespir es va inaugurar el 7 de juliol de 1995.
Gentilici: tapiol, tapiola.ISBN 978-84-09-41440-6

## Noms de casa tradicionals de Tapis
- Can Xoixa.
- Can Tomàs.
- Can Llebre.
- Cal Tiró. Avui, restaurant Can Mach.
- Can Xacó.
- Can Solana.
- Cal Rostollet.
- Can Serrall.
- Can Pere Llarg.
- Can Concaire.
- Can Carig.
- Cal Senyor.
- Cal Ridorter.
- Can Parquenc.
- Cal Cabrer.
- Can Pericot. Al segle X se’n deia el mas Oliva.
- Can Baró.
- Can Roger de Tapis. Abans se’n deia el mas de Tàpies.

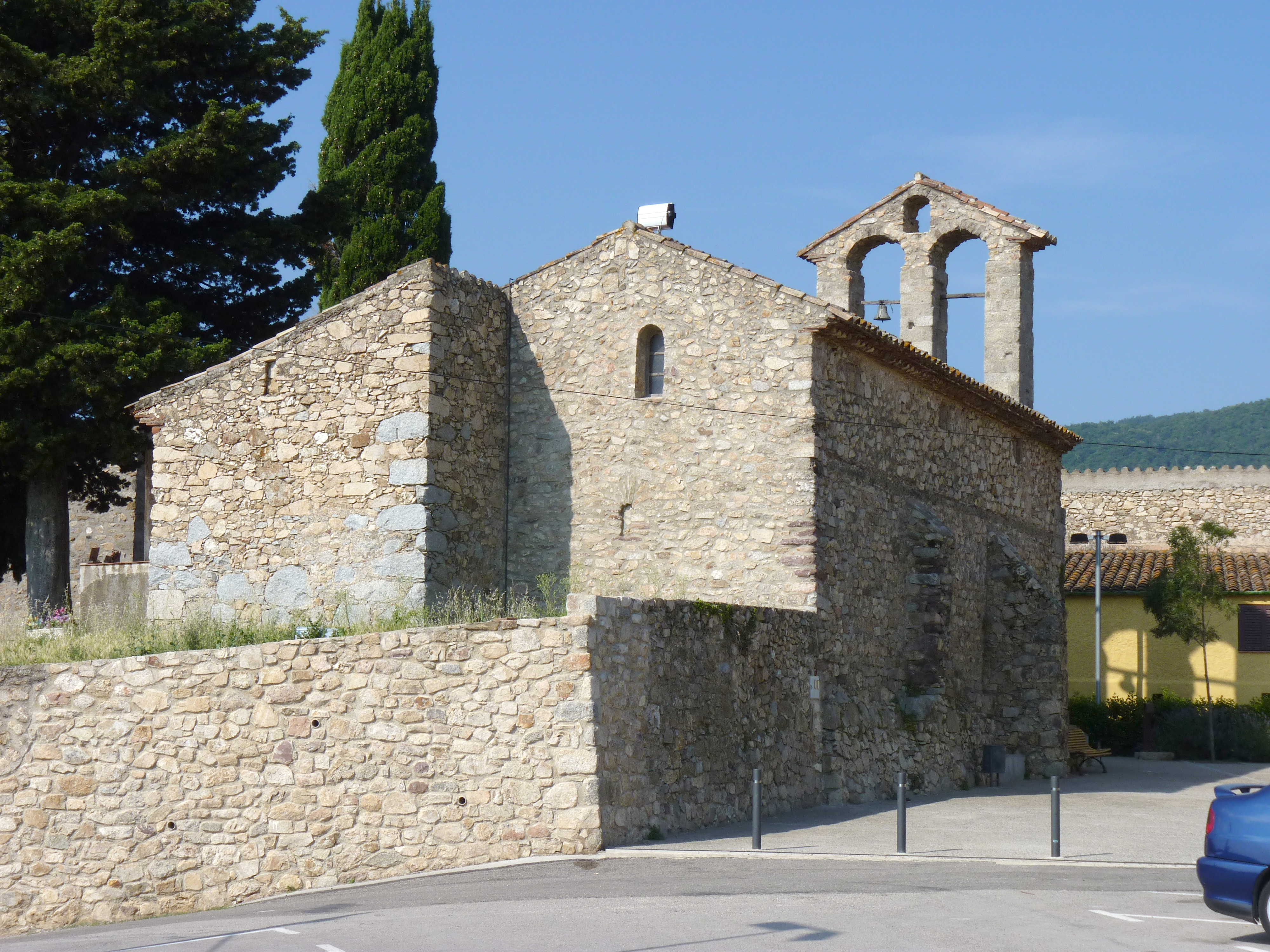
Església de Sant Briç
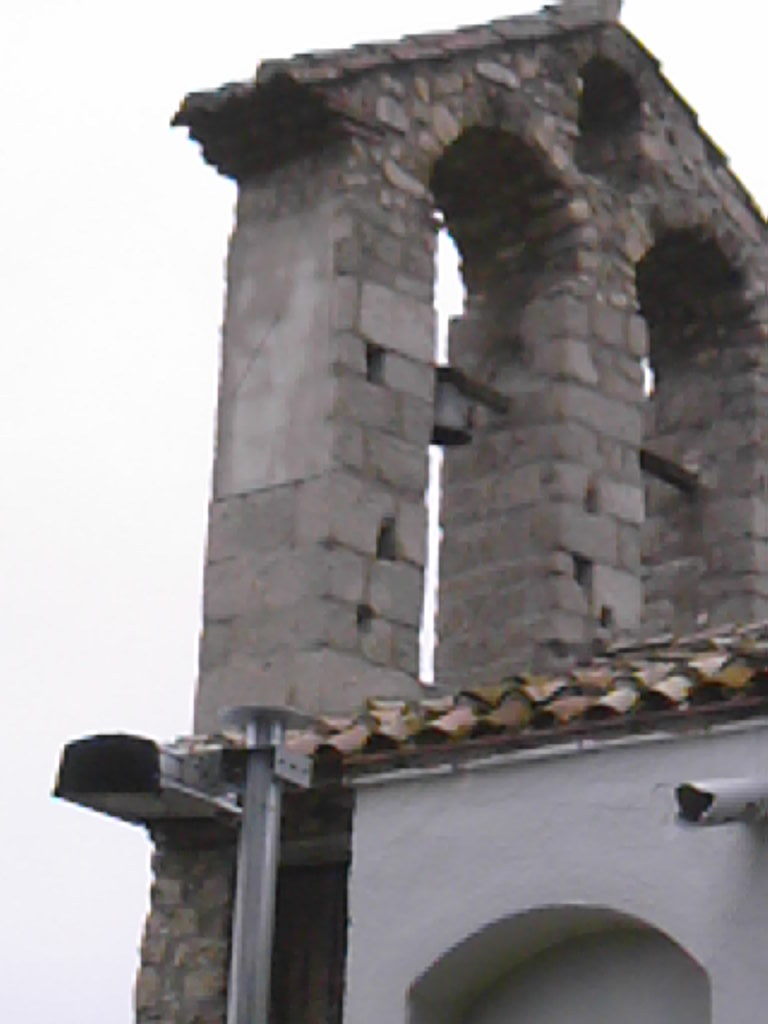
Campanar de l'església
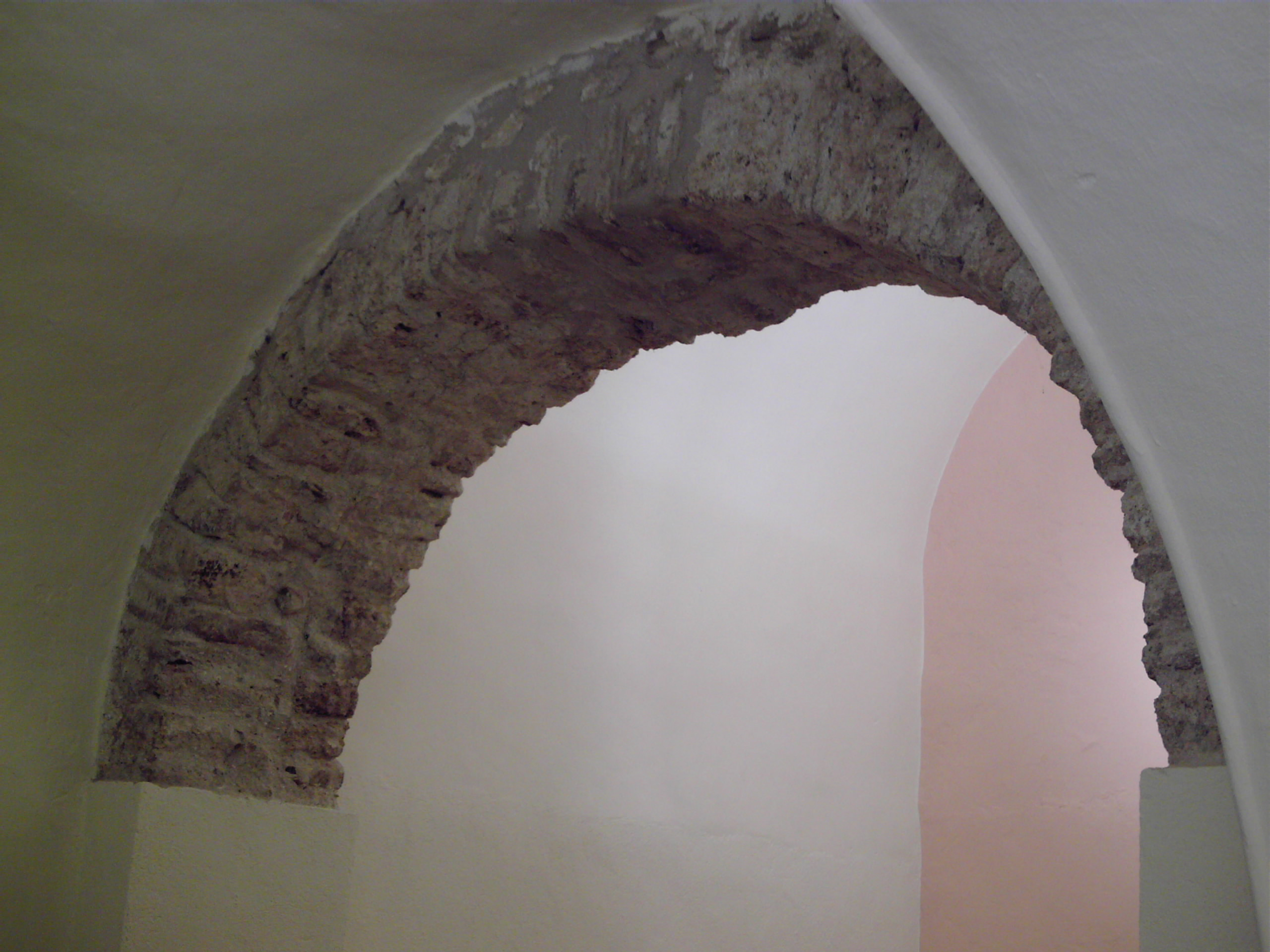
Volta de l'església
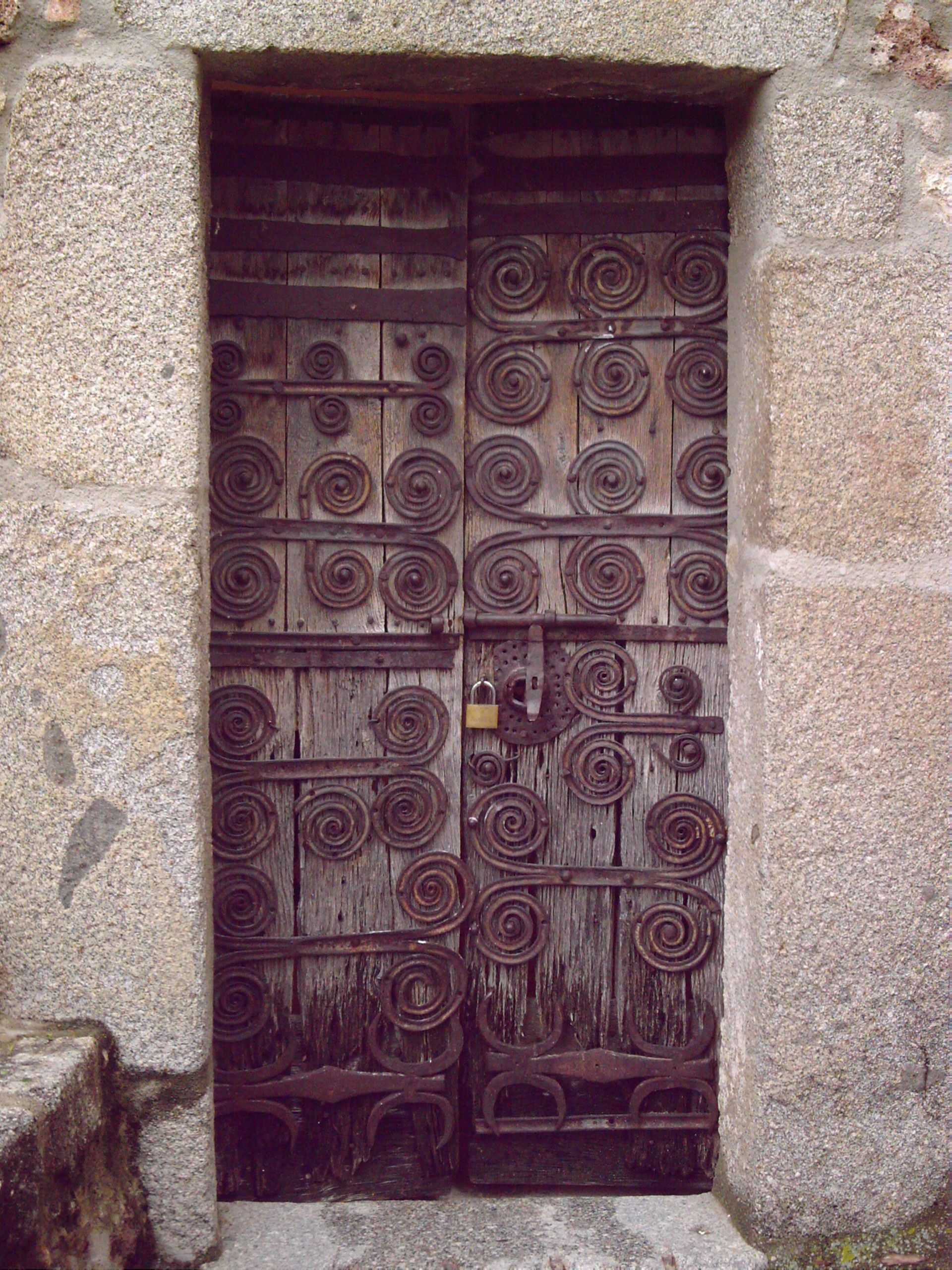
Porta de l'església